# 핫 블러드 (1985년 영화)
핫 블러드(Parole De Flic, Hot Blood)는 프랑스에서 제작된 조시 핀하이로 감독의 1985년 액션, 범죄 영화이다. 알랭 들롱 등이 주연으로 출연하였고 알랭 들롱 등이 제작에 참여하였다.

## 출연

### 주연
- 알랭 들롱
- 자크 페랭
- 피오나 겔린

### 조연
- 에바 달란
- 장-프랑수아 스떼브낭
- 스테판 페라라
- 사샤 고딘
- 장-이브 샤텔라이스